# Anca Barna
Anca Barna (* 14. Mai 1977 in Cluj-Napoca, Rumänien) ist eine ehemalige deutsche Tennisspielerin. Ihre jüngere Schwester Adriana war ebenfalls Profispielerin auf der WTA Tour.

## Karriere
Barna begann im Alter von acht Jahren Tennis zu spielen. Ihre bevorzugte Spieloberfläche waren Hartplätze. Sie gewann zwei ITF-Turniere, 1998 im französischen Les Contamines und 2000 in Hayward, USA. 2002 verlor sie das Finale des WTA-Turniers in Estoril gegen Magui Serna.
2001 und 2002 wurde Anca Barna deutsche Tennismeisterin im Einzel. 2001 wurde sie mit Gréta Arn zusammen auch deutsche Meisterin im Doppel. 2004 wurde sie in der Damen-Bundesliga mit dem TC Moers 08 deutscher Mannschaftsmeister.
Zwischen 2002 und 2005 spielte Anca Barna für Deutschland im Fed Cup. Ihre persönliche Bilanz steht bei 3:3 Siegen im Einzel. 2004 wurde sie nach Streitigkeiten mit dem DTB nicht für den Fed Cup und auch nicht für die Olympischen Sommerspiele in Athen nominiert, für die sie sportlich eigentlich qualifiziert gewesen wäre.

## Privates
Anca Barna lebt nach dem Ende ihrer Karriere in Nürnberg. Sie ist Inhaberin einer Tennisschule in Nürnberg/Fürth.